# Mark Viduka
Mark Anthony Viduka (Melbourne, 9 de outubro de 1975) é um ex-futebolista australiano de origens croata e ucraniana que atuava como centroavante.
Vestiu camisas de clubes como Dínamo Zagreb, Celtic, Leeds United, Middlesbrough e Newcastle. Devido às origens croatas de seu pai, Viduka é primo do meio-campista Luka Modrić.

## Carreira

### Melbourne Knights
Iniciou sua carreira no futebol australiano em 1993, atuando pelo Melbourne Knights (que até a temporada de 1993 era conhecido como Melbourne Croácia). Em suas duas temporadas com os Knights, foi o artilheiro do Campeonato Australiano e foi duas vezes premiado com a Medalha Johnny Warren de melhor jogador do Campeonato Australiano nas temporadas 1993–94 e 1994–95. Durante o tempo em que permaneceu no Melbourne Knights, conquistou um título do Campeonato Australiano na temporada 1994–95. A arquibancada do Knights Stadium, casa dos Knights, além de ter sido rebatizada de "Bancada Mark Viduka" em sua homenagem, foi paga com o dinheiro da sua transferência.

## Seleção Nacional

### Base
Viduka representou a Austrália Sub-20 e Sub-23. Em 1995 foi convocado para a Copa do Mundo FIFA Sub-20, realizada no Catar, e em 1996 foi chamado para os Jogos Olímpicos dos Estados Unidos.

### Principal
Pela Seleção Australiana principal, seu principal torneio disputado foi a Copa do Mundo FIFA de 2006, competição em que foi o capitão dos Socceroos. No total, Viduka atuou em 43 partidas e marcou 11 gols pela Austrália entre 1994 e 2007.

## Títulos
Melbourne Knights
- Campeonato Australiano: 1994–95

Dínamo Zagreb
- Campeonato Croata: 1995–96, 1996–97 e 1997–98
- Copa da Croácia: 1996, 1997 e 1998

Celtic
- Copa da Liga Escocesa: 1999–00

### Prêmios individuais
- Artilheiro do Campeonato Australiano: 1993–94 e 1994–95
- Medalha Johnny Warren: 1993–94 e 1994–95
- Futebolista do Ano da Oceania: 2000
- Artilheiro do Campeonato Escocês: 1999–00
- Futebolista Escocês do Ano: 2000